# Michaël Azoulay
Pour les articles homonymes, voir Azoulay.
Michaël Azoulay, né en 1971, est un rabbin français. Rabbin à Nice, puis à La Varenne-Saint-Hilaire, puis, depuis janvier 2009, à Neuilly-sur-Seine, il est membre du Comité consultatif national d'éthique  (CCNE) de 2008 à 2013, et prend la succession du rabbin Josy Eisenberg pour présenter l'émission Judaïca du dimanche matin sur France 2. 

## Biographie

### Formation
Michaël Azoulay fait ses études secondaires à Nice, sauf deux années passées dans un lycée français en Israël. Il obtient une maîtrise en droit à Nice.

### Famille
Neveu de l'ancien Grand-rabbin de France Joseph Sitruk, Michaël Azoulay fait ses études rabbiniques au Séminaire israélite de France (SIF).

### Carrière
Il est d'abord rabbin à Nice pendant un an puis exerce sept années à La Varenne-Saint-Hilaire-Saint-Maur. En janvier 2009, il succède au Grand-rabbin Alexis Blum à la tête de la synagogue de Neuilly. Dans ces deux derniers postes, il insiste pour une plus grande participation des femmes à la vie synagogale, et se voit réprimandé par le Grand-rabbin de Paris, Michel Gugenheim, au sujet de la lecture de la Torah par des femmes dans un minian de femmes.
De 2008 à 2013, il représente le judaïsme au Comité consultatif national d'éthique  (CCNE) où il se spécialise dans les questions de bioéthique. Au début de septembre 2013, son mandat (comme celui du pasteur Louis Schweitzer) n'est pas renouvelé, sans qu'il en ait été au préalable informé, fait remarqué dans la presse nationale,,.
Michaël Azoulay s'exprime sur la décision de l'évincer du Comité national d'éthique dans un article intitulé "Bioéthique et religion, un mariage impossible?" publié dans Le Figaro du 4 octobre 2013.
En février 2018, il prend la succession du rabbin Josy Eisenberg pour présenter l'émission Judaïca du dimanche matin sur France 2.

## Ouvrages
- Michaël Azoulay, Éthique du judaïsme, La Maison d’Édition, 2019 (présentation en ligne).
- Michel Onfray et Michaël Azoulay, Dieu ? Le philosophe et le rabbin, Bouquins Éditions, novembre 2022 (présentation en ligne)